# Mestocharella kumatai
Mestocharella kumatai är en stekelart som beskrevs av Kamijo 1994. Mestocharella kumatai ingår i släktet Mestocharella och familjen finglanssteklar. Inga underarter finns listade i Catalogue of Life.